# Communauté de communes du Pays des Côtes et de la Ruppe
La communauté de communes du Pays des Côtes et de la Ruppe (CCPCR) est une ancienne communauté de communes française, qui était située dans le département des Vosges et la région Lorraine.

## Histoire
Le 1er janvier 2013, elle fusionne avec 2 autres structures intercommunales (les communautés de communes du Pays de Neufchâteau et du Pays de Jeanne) ainsi que 11 communes isolées, pour former la Communauté de communes du Bassin de Neufchâteau.

## Composition
Elle était composée de 8 communes :
- Autreville
- Clérey-la-Côte (siège)
- Harmonville
- Jubainville
- Martigny-les-Gerbonvaux
- Punerot
- Ruppes
- Tranqueville-Graux

## Administration
| Période                                  | Période | Identité    | Étiquette | Qualité |
| ---------------------------------------- | ------- | ----------- | --------- | ------- |
| Les données manquantes sont à compléter. |         |             |           |         |
|                                          |         | Marcel Trap |           |         |